# Association générale des étudiants de Montpellier
L’Association générale des étudiants de Montpellier ou AGEM est une association française d'étudiants créée le 25 février 1887 à Montpellier. Elle est dissoute en 1993 puis refondée le 8 mars 2017.

## Histoire

### Création
Le 25 février 1887 est créée l'association dans l’amphithéâtre de la faculté des lettres, elle comprend peu après sa création de 405 adhérents, soit 38,9 % des 1 042 étudiants de l’université. En 1890, lors du 6e centenaire de l'université de Montpellier, l'association présidée par Jean Guy, reçoit de la part du président de la République, Sadi Carnot, son drapeau tricolore brodé avec le nom de l'association et sa devise « Tout pour la Science – Tout pour la Patrie ». En 1891, elle inaugure son local (actuel Pavillon populaire) réalisé par l'architecte Léopold Carlier. Elle devra s'en séparer en 1899 lorsque, à la suite de difficultés financières, elle disparaît et le laisse alors à la ville.

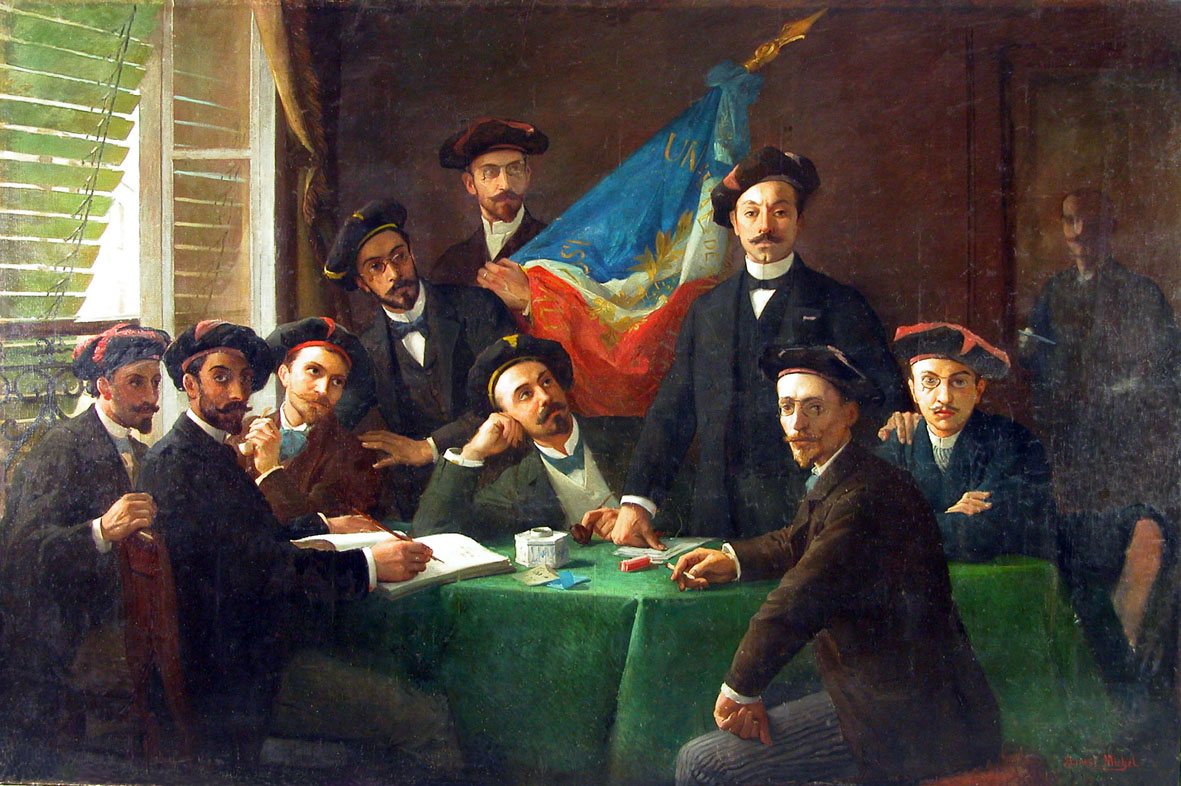
Le bureau de l’association des étudiants de Montpellier aux fêtes du 6e centenaire.

En 1907 l’AGE de Montpellier est membre fondatrice de l'Union Nationale des Etudiants de France et prend le nom d’Union Générale des Etudiants Montpelliérains (UGEM) jusqu'en 1924 lorsqu'elle devient à nouveau l’AGEM. Celle-ci sera l'un des membres fondateurs de la Fage en 1989. Son nouveau local se situe  au no 5 de la rue de la croix d'or, où se situait l'ancien appelé logis de la Croix-d'Or, dans le centre ancien de la ville, l'Écusson et où sont organisées, des soirées étudiantes bien connues des jeunes montpelliérains, jusqu’à sa dissolution en 1993.

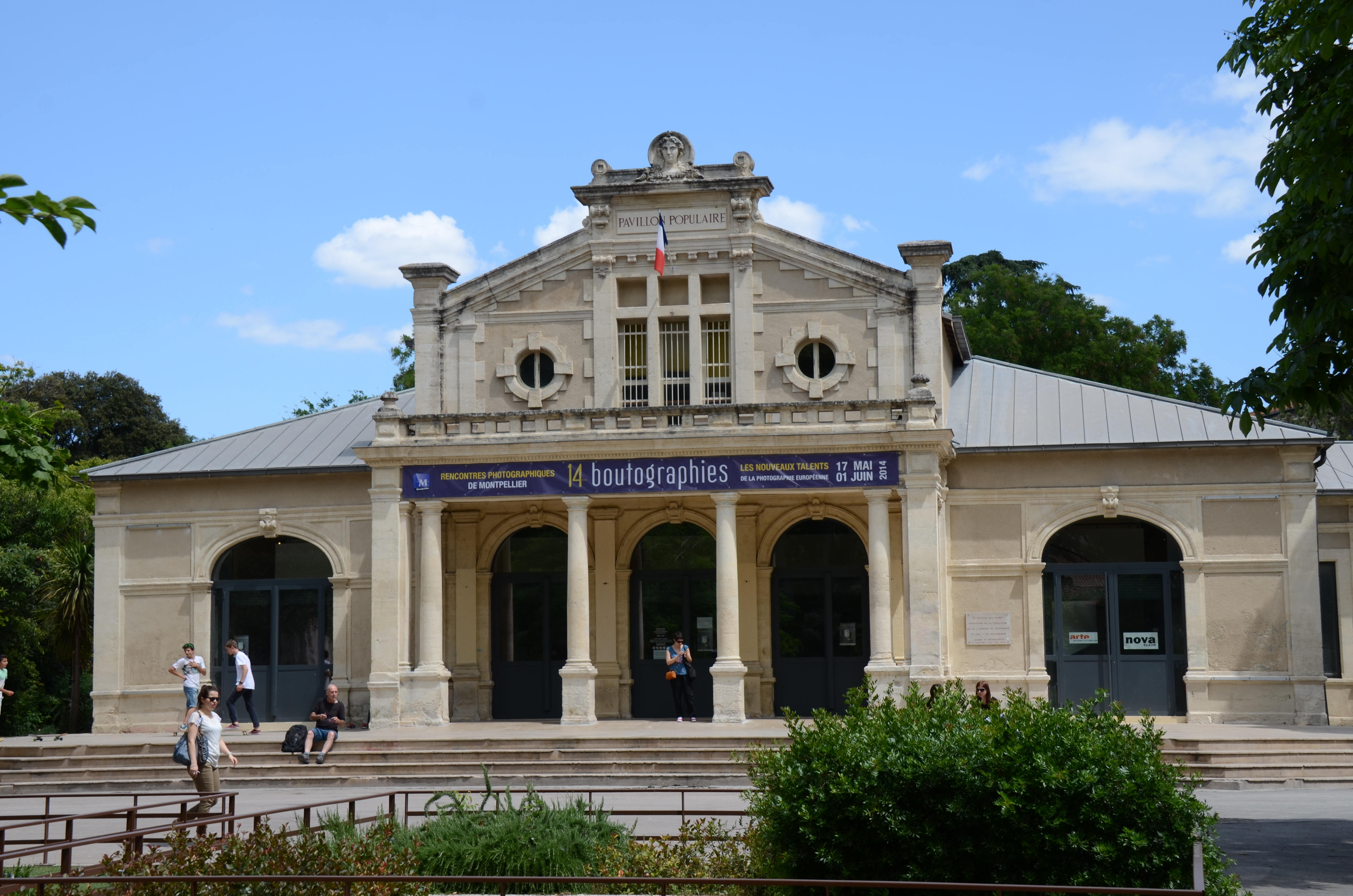
L'actuel pavillon populaire, local de l'AGEM de 1891 à 1899 où l'association laisse le bâtiment à la ville.
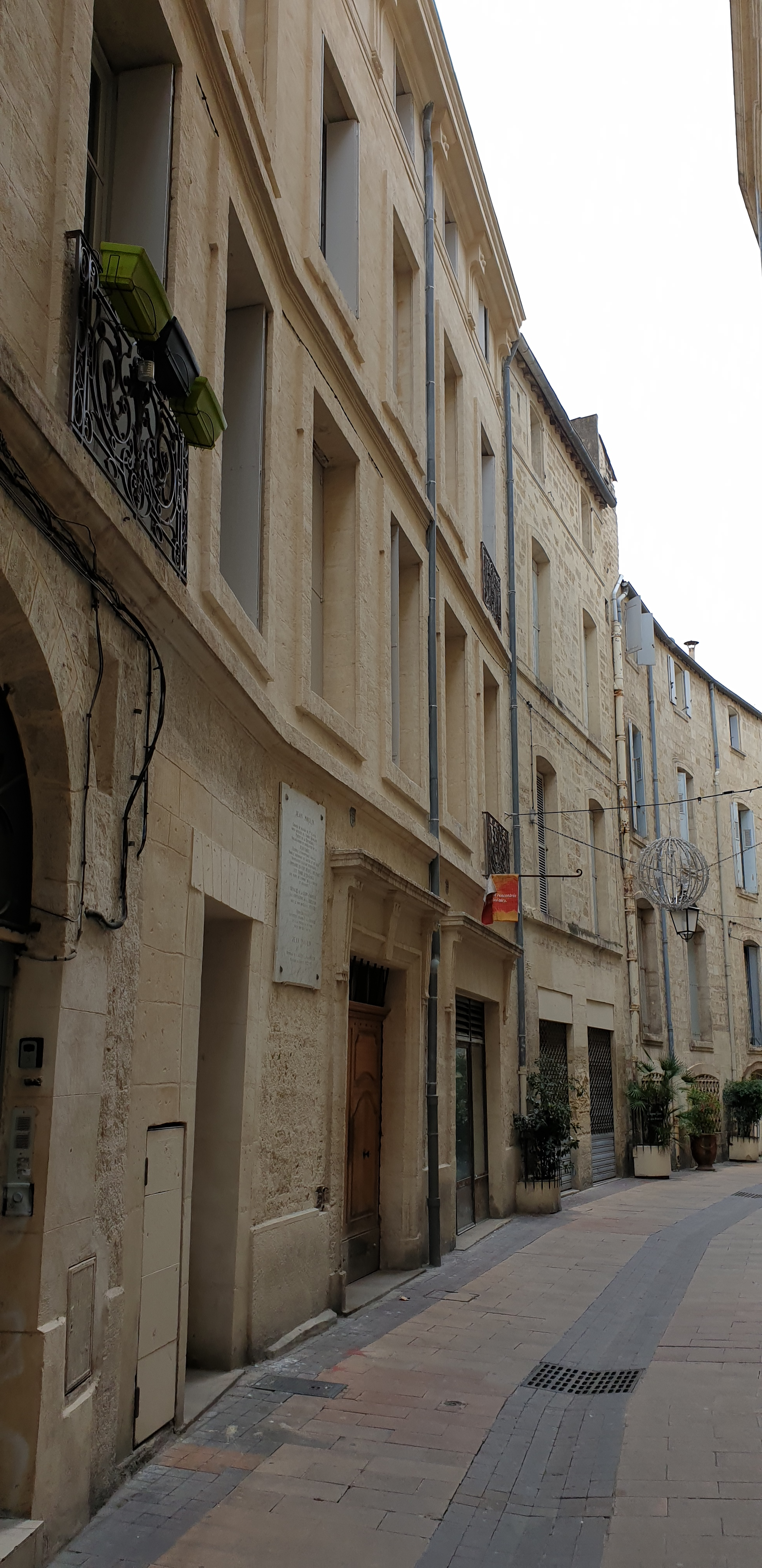
Le 5 rue de la Croix-d'Or, connu sous le nom d'ancien logis de la Croix-d'Or (qui fut une auberge pendant du XIIIe au XIXe siècle et qui donnera son nom à la rue) et le siège de l'AGEM durant la majeure partie du XXe.

### Grève de 1935
Fin janvier 1935, l'association générale des étudiants de Montpellier lance le mot d'ordre d'une grève « contre l'invasion des métèques »,. Ce mouvement de grève débute le 31 janvier 1935 à la faculté de médecine de Montpellier et se propage rapidement aux facultés de Bordeaux, Tours, Marseille, Grenoble, Rennes, Lille et Paris,. Début février, ce qui devient le « plus important mouvement xénophobe et antisémite de l’entre-deux-guerres », selon le chercheur Alain Monchablon, paralyse non seulement les facultés de médecine du pays mais aussi des établissements d'enseignement supérieur, comme l'école dentaire de Paris, l'école spéciale des travaux publics et l'école supérieure d'électricité, et mobilise la plupart des associations d'étudiants en médecine, telles que l'association des externes, la Fédération française des étudiants catholiques et la Conférence Laennec,,.

### La Seconde Guerre mondiale
Pendant la Seconde Guerre mondiale, la Révolution nationale du régime de Vichy pénètre dans de grand nombre d'associations générale d'étudiants (AGE). Celle de Montpellier en fait partie. Entre autres, son journal périodique est devenu le journal « Le cri des étudiants »,,.

Après guerre, l'association rend hommage à Jean Moulin qui en fut son vice-président au début des années 1920. Une plaque est posée sur la façade du siège de l'association, au 5 rue de la Croix-d'Or.

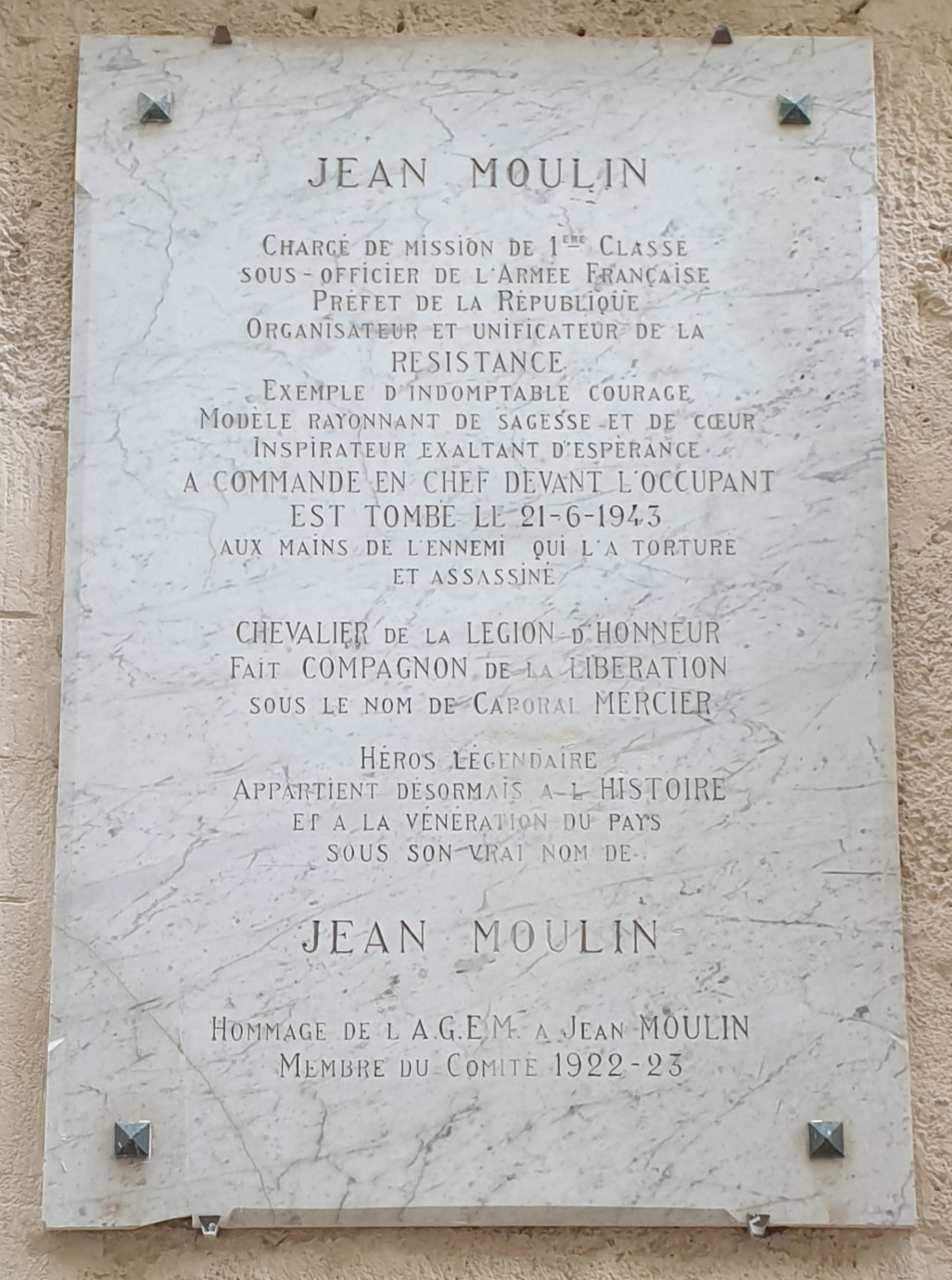
Plaque en hommage à Jean Moulin, installée par l'AGEM sur la façade du 5 rue de la Croix-d'Or.

### Disparition et refondation
En mai 1990, l'association fête son centenaire dans l'Opéra Comédie avec la présence de Lionel Jospin. À la suite de problèmes financiers l'association disparaît en 1993. Très vite refondée sous le nom de FIDEM, elle disparaît à nouveau en 1996. 
Le 8 mars 2017, l'Association Générale des Etudiants Montpelliérains est créée sous forme de fédération territoriale ayant pour objectif de développer, fédérer et dynamiser le réseau des associations étudiantes de Montpellier. Son but est de constituer un acteur élémentaire dans la représentation et la défense des étudiants auprès des instances universitaires et du territoire montpelliérain. Ainsi, elle encourage, encadre ou participe à l’émergence de projets inter-associatifs, de solidarité, de cohésion ou de citoyenneté, pour les étudiants mais également pour la jeunesse. Cette association se veut ainsi être l’héritière de l'Association générale des étudiants de Montpellier,.
Eté 2020, l'association crée le MASET (Maison Associative Solidaire Etudiante Territoriale) qui a pour projet de créer une épicerie sociale et solidaire  comprenant un lieu de vie à destination des étudiants montpelliérains, afin de favoriser le lien social. Le 4 mars 2021 dans le contexte de la pandémie de Covid-19, le MASET, les Restos du cœur et le CROUS de Montpellier-Occitanie s'associent pour ouvrir un comptoir solidaire au Campus Triolet. Le comptoir permet d'offrir à 500 étudiants des colis alimentaires chaque mercredi ,.

## Journaux de l'association
L'association a publié plusieurs journaux au cours du temps :
- 1888 à 1901 : Bulletin de l'Association générale des étudiants de Montpellier[24] ;
- 1901 à 1902 : Bulletin de la Société littéraire et scientifique et de l'Association générale des étudiants de Montpellier[24] ;
- 1908 à 1944 : L'Écho des étudiants[25] ;
- 1940 à 1941 : Le Cri des étudiants[26] ;
- depuis 2019 : L'Écho des étudiants[27].

## Prises de position
La fédération étudiante de Montpellier se veut indépendante de tous syndicats et organisations nationales.
En 2019, l'association s'oppose à l'augmentation des frais d'inscription pour les étudiants étrangers.

En 2021, l'AGEM s'associe au collectif « #EtudiantsFantomes » créé par des étudiants de science politique de Montpellier pour dénoncer la détresse étudiante liée à la crise sanitaire et l'oublie des étudiants dans les prises de décision du gouvernement. L'association plaide ainsi pour le retour au cours en présentiel,,,. À la rentrée universitaire 2021, Montpellier comme de nombreuses autres villes en France fait face à une recrudescence des cas de jeunes drogués à leur insu par une substance chimique lors de soirées,. De nombreux témoignages d'étudiants remontent et l'AGEM décide de lancer une campagne de sensibilisation et achète avec son réseau des capuchons pour verre pour protéger les jeunes de ce « fléau des soirées étudiantes »,,.

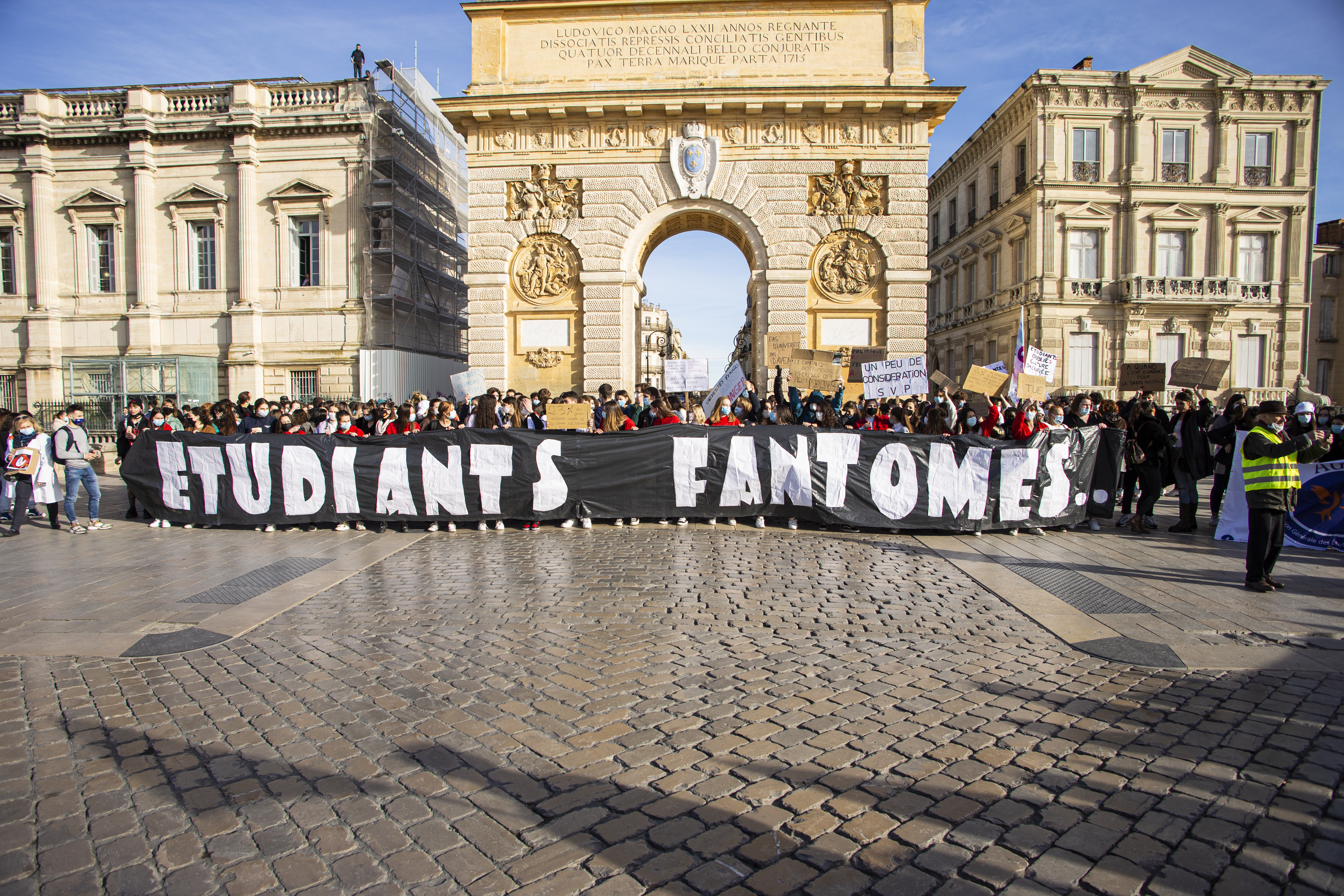
Banderole de l'AGEM lors de la manifestation dans le cadre du mouvement « étudiants fantômes » le 26 janvier 2021 devant le Parc du Peyrou à Montpellier.

## Personnalités liées à l'association

### Personnalités notables
| Nom                 |                                                     | Responsabilité dans l'association | Années    |
| ------------------- | --------------------------------------------------- | --------------------------------- | --------- |
| Jean Moulin         | Préfet et résistant                                 | Vice-Président                    | 1922-1923 |
| Bernard Pons        | Ministre, député du Lot, de l'Essonne puis de Paris | Président                         | 1950-1952 |
| Willy Diméglio      | Député de l'Hérault                                 | Président                         |           |
| Yves Pozzo di Borgo | Sénateur de Paris                                   | Président                         | 1970-1972 |

### Liste des présidents depuis 2017
| Identité             | Période          | Période          | Durée                   |
| Identité             | Début            | Fin              | Durée                   |
| -------------------- | ---------------- | ---------------- | ----------------------- |
| Jean Lesaffre (d)    | 1930             | 1932             | 2 ans                   |
| Agathe Huger (d)     | 8 mars 2017      | 11 novembre 2018 | 1 an, 8 mois et 3 jours |
| Camille Bardou (d)   | 11 novembre 2018 | 20 juin 2019     | 7 mois et 9 jours       |
| Guilhem Fouilhé (d)  | 20 juin 2019     | 9 juillet 2020   | 1 an et 19 jours        |
| Lauriane Peraud (d)  | 9 juillet 2020   | 24 juin 2021     | 11 mois et 15 jours     |
| Edgar Bruel (d)      | 24 juin 2021     | 25 juin 2022     | 1 an et 1 jour          |
| Lou-Anne Guimier (d) | 25 juin 2022     | 10 juin 2023     | 11 mois et 16 jours     |
| Eliott Mas (d)       | 10 juin 2023     | 8 juin 2024      | 11 mois et 29 jours     |
| Noa Crespio (d)      | 8 juin 2024      |                  |                         |